# Famille Prot
La famille Prot est une famille parisienne dont les premiers membres, de père en fils, ont dirigé la maison de parfum Lubin.
De cette descendance, sont également issus Benoît Prot, le cofondateur de L’Étudiant et collectionneur de journaux, et Baudouin Prot, haut fonctionnaire et dirigeant de banque.

## La famille Prot au sein de la maison Lubin

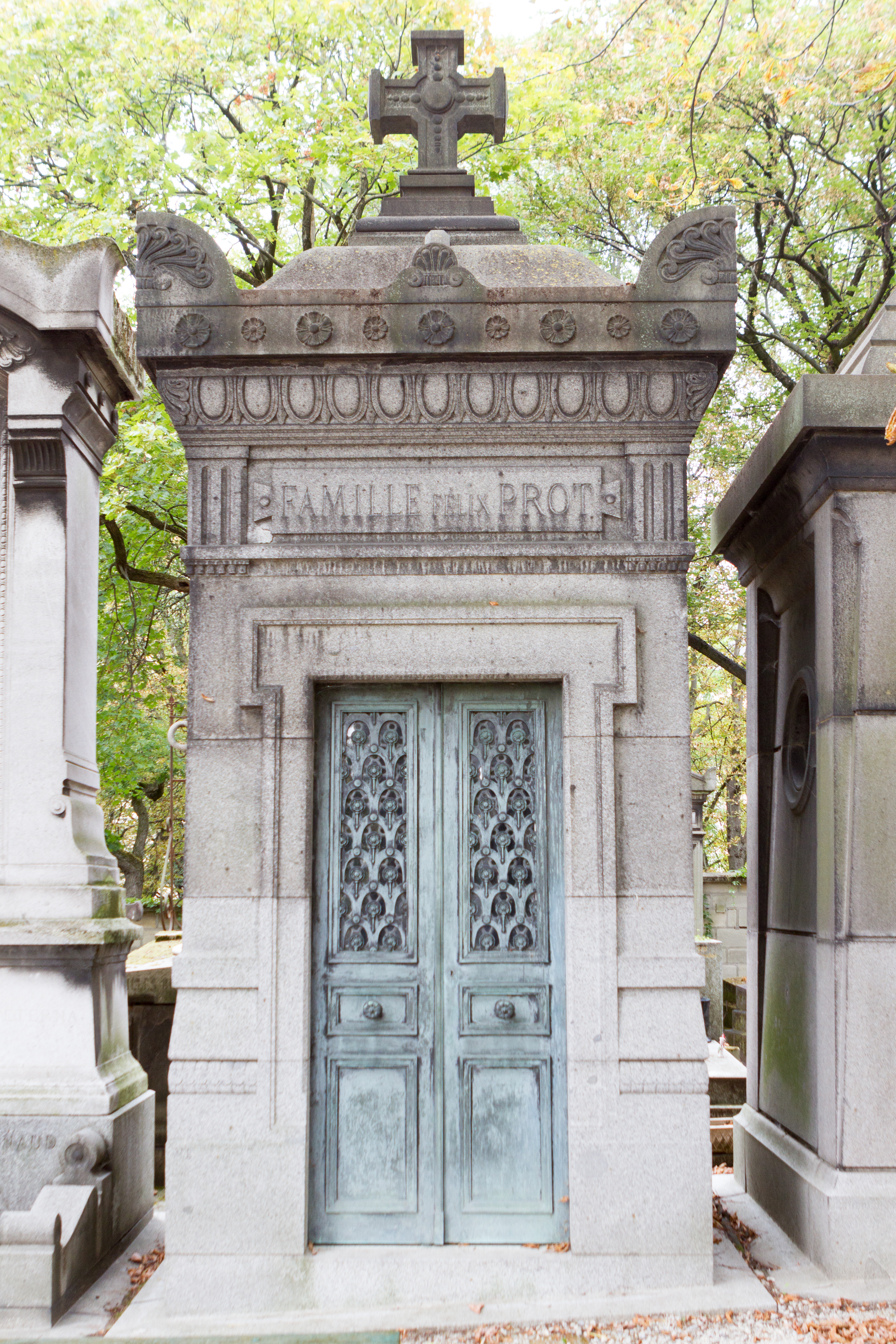
Chapelle de la famille Prot au cimetière du Père-Lachaise.

Fondée en 1798, la maison de parfum Lubin obtient en 1834 le titre convoité de « Parfumeur de la cour royale française » sous le règne de la dernière reine de France, Marie-Amélie de Bourbon-Siciles, épouse du roi Louis-Philippe Ier, roi en 1830,.
Félix Prot, né à Villeneuve-sur-Bellot (77), fils d'un vétéran des guerres napoléoniennes, n’a que douze ans lorsqu’il entre chez Pierre François Lubin en 1824 ; il en prend la tête vingt ans plus tard le 1er janvier 1844 puis en est propriétaire en 1848.
Félix Prot se met à construire à Cannes la première vraie usine de parfumerie d’Europe. Elle ouvre ses portes en 1867. Pour la première fois, des machines à vapeur sont utilisées pour l’extraction des essences et des huiles essentielles.
Son fils, Paul Prot, prend le relais en 1885 et joue un rôle de première importance dans l’histoire de la Maison. Tout au long de ses cinquante années de carrière, il sillonne le monde, se constituant un important réseau amical et professionnel de contacts dans tous les pays et sur tous les continents. Il inaugure en 1900 à Courbevoie la plus grande usine française de production de parfum. Il est élu président du Syndicat de la parfumerie française. Il est fait chevalier de l'ordre national de la Légion d'honneur le 14 août 1900.
En 1924, deux de ses fils, Marcel et Pierre prennent le relais : Marcel veille à la gestion des affaires et Pierre se charge de la création. André Prot, fils de Marcel, et son cousin Paul Prot reprennent la maison en 1945.
Paul Prot est né le 9 mai 1914 à Paris. Après des études à l'institution Sainte-Croix de Neuilly puis au lycée Janson-de-Sailly à Paris, il est diplômé de l'École centrale des arts et manufactures.
En 1968, Lubin est vendue à Roger & Gallet, puis à Sanofi, puis à la famille Mülhens qui le revend en 1994 à l'entreprise allemande Wella. Celle-ci laisse la marque disparaître totalement des parfumeries. En 1999, un petit groupe de passionnés font alors l’acquisition de la maison, piloté par Gilles Thévenin, il regroupe entre autres deux fils de Paul Prot, Laurent et Frédéric Prot,

## Descendance de Félix Prot
- Félix Prot (1811-1898) épouse Adèle Girard le 20 janvier 1844 à Paris
  - Paul Prot (1846-1925) épouse Louise Roussel
    - Pierre Prot (1886-1949) épouse Anne-Marie Colmet-Daâge[7]
      - Paul Prot (1914-1994) épouse Denise Viénot, d'où quatre enfants, dont[10] :
        - Laurent Prot (1948[10])
        - Frédéric Prot (1955[10])

    - Marcel Prot (1888-1964) épouse Marie-Madeleine Gaume
      - Daniel Prot épouse Jacqueline Révy, d'où cinq enfants dont[10] :
        - Benoît Prot (1950[10])

      - André Prot épouse Marguerite Le Fébvre, d'où six enfants dont[10] :
        - Marie-Laure Prot, conservateur en chef, épouse Hubert Jousset, chef d'entreprise[11],[10] ;
          - Frédéric Jousset (1970)

        - Baudouin Prot (1951[10])
          - Alexandre Prot (1982)

C'est à la lecture de cette descendance que le quotidien Les Échos écrit le 17 mars 2004 au sujet de Baudouin Prot : « Avant lui, l'affaire de la famille Prot, ce furent les capiteux parfums Lubin qui affolèrent le XIXe siècle avec leurs noms de revues des Folies Bergère. ».

## Pour approfondir